# Rejosari (Muara Sugihan)
Rejosari is een bestuurslaag in het regentschap Banyuasin van de provincie Zuid-Sumatra, Indonesië. Rejosari telt 1830 inwoners (volkstelling 2010).